# Beatrice Tinsley
Beatrice Muriel Hill Tinsley (Chester, 27 de gener de 1941 – New Haven, 23 de març de 1981) fou una astrònoma i cosmòloga neozelandesa d'origen britànic. La seva recerca va comportar contribucions fonamentals pel coneixement astronòmic sobre l'evolució de les galàxies, com creixen i com moren.

## Vida
Tinsley va néixer a Chester (Anglaterra) l'any 1941. Va ser la mitjana de tres germanes i va emigrar cap a Nova Zelanda amb la seva família durant la Segona Guerra Mundial. La família es va establir primerament a Christchurch i després a Nova Plymouth durant un llarg període. Edward Hill, el seu pare, fou un clergue i alcalde de Nova Plymouth durant tres anys (1953-1956). Mentre estudiava a Christchurch, es va casar amb el seu company de la universitat, el físic Brian Tinsley. Tot i que el seu marit va començar a treballar a la universitat, a Beatrice no li estava permès.
Tots dos van mudar-se als Estats Units l'any 1963, a Dallas, Texas, on Beatrice va trobar el mateix tipus de restriccions que a Christchurch. L'any 1974, després d'anys intentant mantenir una situació estable per a la seva família, va deixar el seu marit i els seus dos fills adoptius per començar a treballar com a professora ajudant a la universitat Yale. Tinsley va treballar allà fins que va morir el 1981 a causa d'un càncer. Les seves cendres es troben enterrades al cementiri del campus de Yale.

## Educació
Tinsley va assistir al New Plymouth Girls' High School. Posteriorment va estudiar a la Universitat de Canterbury, on va completar una llicenciatura i després un màster en ciències, amb matrícula d'honor en física.
El seu doctorat li va ser atorgat per la Universitat de Texas l'any 1966 per la tesi Evolution of Galaxies and its Significance for Cosmology (en català, L'Evolució de les Galàxies i la seva importància per a la Cosmologia).

## Activitat professional
Tinsley va completar estudis teòrics de temes pioners, com ara el creixement de les poblacions d'estrelles i com aquest fet afecta a les qualitats observables de les galàxies. També va col·laborar a la recerca bàsica de models de l'Univers per saber si aquest és obert o tancat. Els seus models de galàxies van conduir a la primera aproximació de com se suposa que són les protogalàxies.
El 1974 va rebre el premi American Astronomical Society's Annie J. Cannon Award in Astronomy per la seva "excepcional recerca i promesa per futura recerca per part d'una dona investigadora postdoctoral" i com a reconeixement pel seu treball sobre l'evolució de les galàxies. El 1977, Tinsley i Richard Larson van organitzar una conferència sobre "L'evolució de les galàxies i poblacions estelars".
Un any més tard, el 1978, es va convertir en la primera dona en exercir com a professora a la Universitat Yale. El seu últim treball científic va ser presentat a l'Astrophysical Journal deu dies abans de la seva mort. Aquest va ser publicat post-mortem el novembre d'aquell mateix any i sense cap revisió.